# Стиракозавр
Стиракозавр (лат. Styracosaurus) — монотипический род птицетазовых динозавров из подсемейства центрозаврин семейства цератопсид, включающий единственный вид — Styracosaurus albertensis. Ископаемые остатки стиракозавров известны из отложений Северной Америки, относящихся к верхнему кампану (верхний мел).  
Остатки стиракозавров описаны из верхних отложений формации Дайносор-Парк в Южной Альберте, Канада; кроме того, возможно, Rubeosaurus ovatus из формации Ту-Медицин в Монтане, США, является младшим синонимом S. albertensis. Отложения формации Дайносор-Парк, в которых были обнаружены окаменелости стиракозавра, относятся к её средней части и датируются возрастом 76,2—75,5 млн лет; возраст остатков Rubeosaurus составляет приблизительно 74,6 млн лет. В указанные даты территории обеих формаций располагались на древнем острове-континенте Ларамидии.
Согласно оценке Грегори Пола, стиракозавр достигал 5,1 м в длину при массе в 1,8 т. Как и другие цератопсы, он был растительноядным или, возможно, всеядным, употребляя в пищу не только растения, но и падаль.
Род Styracosaurus и вид S. albertensis были описаны Лоуренсом Ламбом в 1913 году. В 1930 году Чарльз Гилмор описал второй вид, который назвал S. ovatus. Эндрю Макдональд и Джек Хорнер в 2010 году выделили его в отдельный род Rubeosaurus, но в 2020 году Роберт Холмс и коллеги (Holmes et. al., 2020) оспорили эти выводы и предположили, что R. ovatus является младшим синонимом S. albertensis.